# Roberto Bisacco

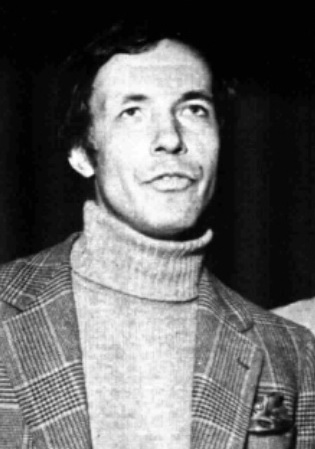
Roberto Bisacco (1975)

Roberto Bisacco (* 1. März 1939 in Turin; † 10. Oktober 2022 in Rom) war ein italienischer Schauspieler.

## Leben
Bisacco besuchte in seiner Heimatstadt die Schule für Sprechübungen der Gräfin Morozzo della Rocca und spielte seine erste kleine Theaterrolle in Carlo Goldonis Ventaglio am „Teatro Carignano“. Nach einer einjährigen Phase, in der er für das Studium der Wirtschaftswissenschaften eingeschrieben war und für die Buchhaltung einer großen Agentur gearbeitet hatte, ging er 1960 zurück zum Schauspiel und auf die „Accademia d'Arte Drammatica“. 1963 entdeckte ihn Enzo Battaglia für die Hauptrolle seines Films Gli arcangeli. Auch Bisaccos Theaterengagement begann in diesem Jahr: Am Teatro Stabile in Turin war er neben Giorgio Albertazzi im Hamlet zu sehen; schließlich stand auch noch das Fernsehdebüt für Sandro Bolchis Qualcuno tra voi an. Der blonde, schlanke, aber auch entschlossen wirkende Darsteller spielte in der Folge oftmals coole, aber moralisch zweifelhafte Charaktere wie den Marius in Victor Hugos Die Elenden, erneut von Bolchi für das Fernsehen eingerichtet, in einigen Theaterrollen vor allem zeitgenössischer Stücke und dann wieder für den Bildschirm. Seine Filmkarriere gestaltete Bisacco stetig und in meist ausgesuchten unter einigen namhaften Regisseuren in allerdings meist kleineren und wenig attraktiven Rollen bis 1974, dann nur noch sehr sporadisch.

## Filmografie (Auswahl)
- 1963: Gli arcangeli
- 1966: Mach mich kalt, ich friere (Fai in fretta ad uccidermi… ho freddo!)
- 1966: Modesty Blaise – Die tödliche Lady (Modesty Blaise)
- 1967: Ich bin wie ich bin (Col cuore in gola)
- 1968: Romeo und Julia (Romeo and Juliet)
- 1968: Fräulein Doktor
- 1969: Kameliendame 2000 (Camille 2000)
- 1970: La Califfa
- 1973: Die Säge des Teufels (I corpi presentano tracce di violenza carnale)
- 1974: Stavisky
- 1980: Noch ein Käfig voller Narren (La Cage aux folles II)
- 1991: Das Pferd seiner Träume (Il ritono di Ribot) (Fernseh-Miniserie)
- 1995: Liebe findet ihren Weg (Addio e ritorno) (Fernsehfilm)
- 1997: Nicholas – Ein Kinderherz lebt weiter (Nicholas' Gift) (Fernsehfilm)
- 2011: Il commissario Manara (Fernsehserie, 3 Folgen)